# Loop Road
La Loop Road est une piste de la réserve nationale de Big Cypress, en Floride, aux États-Unis. Détour accessible depuis le Tamiami Trail, au sud duquel elle passe, elle offre des points de vue intéressants sur la nature environnante et donne l'occasion d'observer des alligators en liberté depuis un véhicule. Elle n'est goudronnée que dans sa partie sud-est, qui dessert le lieu-dit isolé appelé Pinecrest.